# Президентские выборы в Армении (2022)
Внеочередные президентские выборы в Армении состоялись 3 марта 2022 года после того, как предыдущий президент Армен Саркисян 23 января 2022 года подал в отставку. 
Второй раз подряд президент Армении избирался не на всенародной основе, а Национальным собранием.
Президентом страны на безальтернативной основе был избран Ваагн Хачатурян.

## Выборная система
Согласно Статье 124 Конституции Армении её президентом может стать любой гражданин Армении, достигший 40-летнего возраста, обладающий избирательным правом человек, являющийся носителем армянского языка и последние шесть лет постоянно проживавший на территории Армении.
Своего кандидата в президенты страны имеет право выставить фракция, включающая в себя не менее четверти от числа всех депутатов Национального собрания. Так как общее число депутатов в парламенте равно 107, то выдвигающая кандидата сторона должна включать в себя по меньшей мере 27 депутатов.
Для победы в первом туре кандидат в президенты должен набрать не менее 75 % от общего числа депутатов (т. е. 81 голос). Если по итогам первого тура никто не набрал необходимого числа голосов, назначается второй тур, где имеют право участвовать те же кандидаты, а для победы достаточно получить поддержку в 60 % (65 голосов). Если по итогам второго тура требуемый порог не преодолел ни один из кандидатов, назначается третий тур, в котором участвуют два лидера по итогам второго тура; победителем объявляется кандидат, набравший большинство голосов. Если по результатам трёх туров выбрать президента не удалось, в десятидневный срок назначаются новые выборы президента страны.

## Кандидаты
Возможность выставить своего кандидата получили правящая партия «Гражданский договор» (71 место в Национальном собрании) и оппозиционный «Альянс Армения» (29 мест), в то время как альянс «Честь имею» с 6 местами в парламенте не мог выдвинуть своего собственного кандидата.
Партией «Гражданский договор» на пост президента Армении был выдвинут Министр высокотехнологической промышленности Ваагн Хачатурян.
| Кандидат        | Партия               | Номинаторы          | Ранее занимаемые должности                                                                |
| --------------- | -------------------- | ------------------- | ----------------------------------------------------------------------------------------- |
| Ваагн Хачатурян | независимый кандидат | Гражданский договор | Мэр Еревана (1992—1996), Министр высокотехнологической промышленности Армении (2021—2022) |

### Бойкот оппозиции
Оппозиционные «Альянс Армения» и «Честь имею» объявили, что решили не участвовать в президентских выборах. В совместном заявлении объединений говорится: «Институт президента должен быть действительно нейтральным институтом, объединяющим общество. Но действующая власть решила выдвинуть и избрать провластного кандидата. Международное сообщество хранит молчание по поводу очевидных фактов отката от демократии и стремления власти установить диктатуру. Мы обсудили целесообразность выдвижения кандидата, но в сложившейся ситуации считаем неприемлемым и неправильным даже косвенное участие и легитимацию этих выборов. Фракции «Армения» и «Честь имею» приняли решение никоим образом не участвовать в президентских выборах».

## Результаты
|                                       | Ваагн Хачатурян                       | Независимый                           | 69  | 100   | 71  | 100   |
| Против всех                           | Против всех                           | Против всех                           | 0   | 0     | 0   | 0     |
| Всего                                 | Всего                                 | Всего                                 | 69  | 100   | 71  | 100   |
|                                       |                                       |                                       |     |       |     |       |
| Действительных голосов                | Действительных голосов                | Действительных голосов                | 69  | 100   | 71  | 100   |
| Недействительных голосов              | Недействительных голосов              | Недействительных голосов              | 0   | 0     | 0   | 0     |
| Всего голосов                         | Всего голосов                         | Всего голосов                         | 69  | 100   | 71  | 100   |
|                                       |                                       |                                       |     |       |     |       |
| Зарегистрированных избирателей / явка | Зарегистрированных избирателей / явка | Зарегистрированных избирателей / явка | 107 | 64,49 | 107 | 66,36 |
| Источник: Sputnik (арм.)              |                                       |                                       |     |       |     |       |